# 10 Lacertae

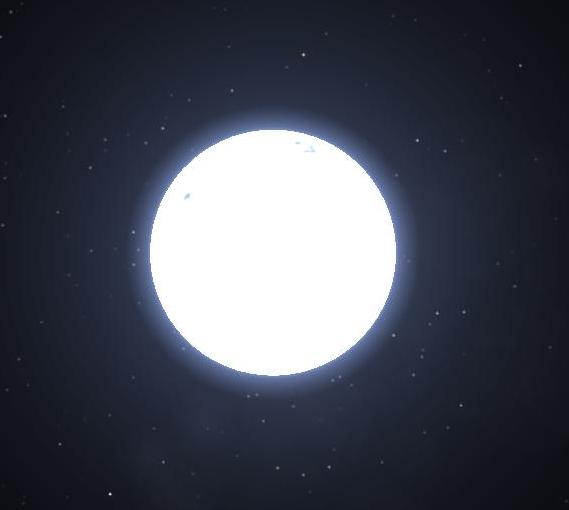
10 Lacertae

10 Lacertae (10 Lac) es una estrella en la constelación Lacerta, el lagarto, de magnitud aparente +4,88.
Se encuentra a algo más de 1000 años luz del sistema solar.
10 Lacertae es una de las pocas estrellas azules de tipo espectral O, estrellas calientes, luminosas y masivas, pero muy escasas. Su luminosidad, teniendo en cuenta que la mayor parte de la radiación es emitida en el ultravioleta, alcanza la enorme cifra de 26.800 soles.
Tiene una temperatura superficial de 32.000 K y un diámetro 4,7 veces más grande que el diámetro solar.
Su velocidad de rotación proyectada es de 31 km/s, lo que implica que su período orbital es inferior a ocho días.
Como es característico de este tipo de estrellas, pierde masa a través de un fuerte viento estelar que sopla desde su superficie, a un ritmo un millón de veces mayor que en el Sol.
Con una masa 16 veces mayor que la masa solar, es una estrella muy joven, en cuyo núcleo se produce la fusión del hidrógeno, situándose en el diagrama de Hertzsprung-Russell dentro de la secuencia principal. No obstante, estas estrellas tan masivas consumen su combustible rápidamente y 10 Lacertae explosionará como una supernova en unos 10 millones de años.
Una compañera visual de magnitud +10,0, BD+38 4826B, está separada 1 minuto de arco de 10 Lacertae.
En el caso de que fuese una compañera real, su distancia respecto a 10 Lacertae sería de al menos 20.000 UA, por lo que posiblemente no exista relación física entre ambas estrellas.